# Maritime Union of Australia
In der Maritime Union of Australia (MUA) (deutsch: Australische Seefahrtsgewerkschaft) sind im Jahr 2011 – nach eigenen Angaben – etwa 13.000 Hafenarbeiter, Seefahrer, Berufstaucher und Büroangestellte Australiens gewerkschaftlich organisiert. Sowohl die zwei Vorläuferorganisationen der MUA, die Seaman’s Union of Australia (SUA) als auch die Waterside Workers Federation (WWF) gelten als politische Gewerkschaften.
Bei der MUA, die 1993 fusionierte, handelt sich um eine der Gewerkschaften Australiens, die als überaus kämpferisch gilt, dies sowohl in der Vergangenheit Australiens als auch bis zum heutigen Tag, eine linke Gewerkschaft Australiens.
Die MUA ist Mitglied in der Internationalen Transportarbeiter-Föderation.

## Geschichte
Sowohl Seaman’s Union of Australia als auch die Waterside Workers Federation waren an einem der größten frühen Streiks der Hafenarbeiter beteiligt, dem Maritime-Streik von 1890.

### Seamen’s Union of Australia
Die Federated Seaman’s Union of Australasia wurde 1872 aus der Vereinigung der Sydney Seamen's Union und Melbourne Seamen's Union gegründet. Am 5. Juni 1925 wurde die Federated Seaman’s Union of Australasia beim australischen Schlichtungsgerichtshof abgemeldet und damit war sie nicht mehr an die gesetzlichen Regelungen der Schlichtung gebunden und verlor auch die Fähigkeit nationale Tarife abzuschließen. Viele Mitglieder dieser Gewerkschafter beteiligten sich ab 1930 an der Gründung einer neuen Gewerkschaft, der 1943 gegründeten Seamen’s Union of Australia.
Als die SUA vom Dezember 1935 bis zum Februar 1936 in einem Streik um höhere Löhne und gegen schlechte Arbeitsbedingungen sich nicht durchsetzen konnte, entwickelte sie sich zu einer politisierten Gewerkschaft.
Die australische Regierung von Harold Holt setzte 1967 in einem Streik der SUA Marine-Streitkräfte gegen die Streikenden ein, um diesen zu beenden.
Die SUA fusionierte 1983 mit der Marine Cooks’ Bakers’ & Butchers’ Association of Australia, 1988 mit der Federated Marine Stewards’ & Pantrymens’ Association of Australasia und 1991 mit der Professional Divers’ Association.

### Waterside Workers Federation
Die Sydney Wharf Labourers' Union, die spätere Waterside Workers Federation entstand 1872 – einige Monate später – als die Federated Seaman’s Union. Sie wurde ab 1902 durch Billy Hughes als Generalsekretär geführt, einem späteren Premierminister der Australian Labor Party. Mit der Gründung des Staates Australien im Jahr 1901 wurde ein nationales Schiedsgerichtsverfahren für Auseinandersetzungen zwischen Lohnarbeit und Kapital eingesetzt. Billy Hughes wurde als Premierminister 1916 von dieser Gewerkschaft – vor allem wegen seines politischen Positionswechsel von einem Gegner der Wehrpflicht in Australien zu einem Befürworter – ausgeschlossen.
Als 1917 die australischen Gewerkschaften wegen eines Streiks der Gewerkschaft der Eisen- und Straßenbahner solidarisch in den Australischen Generalstreik von 1917 eintraten, boykottierte die WWF sieben der bedeutendsten Häfen Australiens, woraufhin die australische Regierung von Hughes den Streik entsprechend dem War Precautions Act 1914 brach.
1919 führte die WWF im Hafen von Fremantle einen besonders heftigen Streik durch, in dem die Streikenden den Hafen mit Barrikaden blockierte und nicht gewerkschaftlich organisierte Arbeiter, darunter der spätere Premierminister von Western Australia Hal Colebatch, mit Eisenstangen und Steinwürfen gegen die Streikenden vorgingen, dabei kam ein Streikenden zu Tode.
In den 1920er Jahren entstand in Australien eine hohe Arbeitslosigkeit und unter der Regierung des Premierministers Stanley Bruce, einem Mitglied der konservativen Nationalist Party of Australia, kam es zu starken Eingriffen in die bisher geltenden Regeln des Arbeitsmarkts im Jahr 1927, was zu heftiger Gegenwehr und Streiks der australischen Gewerkschaften führte. 1928 erließ die australische Regierung das Transport Workers Act 1928, das von der Gewerkschaft als Dog Collar Act (deutsch: Hunde-Halsband-Gesetz) bezeichnet wurde. Dieses Gesetz verschlechtert ihre Arbeitsbedingungen, senkte die Löhne und erlaubte darüber hinaus überseeischen Unternehmen, nicht gewerkschaftlich organisierte australische Hafenarbeiter zur Entladung von Schiffen zu beschäftigen. Infolge dieser Regelung kam es heftigen Widerstand der WWF, insbesondere in Melbourne. Zur Schwächung der WWF wurde die regierungsloyale Permanent and Casual Wharf Labourers’ Union of Australia eingesetzt, die die Hafen-Arbeitskräfte einteilte. Die Führung der WWF handelte daraufhin einen Kompromiss mit der Regierung aus, der die Arbeitssituation und die Entlohnung der WWF-Hafenarbeiter weiter verschlechterte. In der Folge dieser neuen Regelung erfolgten zahlreiche Austritte der Gewerkschaftsmitglieder und die WWF drohte die Auflösung.
Als 1937 ein Mitglied der Communist Party of Australia Jim Healy zum WWF-Generalsekretär gewählt wurde, konnte diese Entwicklung aufgehalten werden. Die WWF engagierte sich in der Zeit des Zweiten Weltkriegs für Frieden und Menschenrechte und wurde zur meinungsführenden australischen Gewerkschaft. Healy führte beispielsweise in den Jahren von 1937 bis 1938 eine öffentliche Kampagne sowohl gegen die Lieferung als auch gegen die Verladung von Eisen im Port Kembla nach Japan, das im Zweiten Japanisch-Chinesischen Krieg stand.
Gegen Ende der 1940er Jahre gab es in der beginnenden Zeit des Kalten Kriegs und nach den heftigen Streikauseinandersetzungen mit Einsatz des australischen Militärs während des Kohlenarbeiterstreiks im Jahr 1949 Bestrebungen zum Verbot der Communist Party of Australia; dies versuchte die Liberal-Party-Regierung des australischen Premierministers Robert  Menzies, was verhindert wurde. Die WWF solidarisierte sich mit diesem Streik und Healy selbst stand nach dem Ende des Kohlenminenstreiks von 1949 als Gewerkschaftsvorsitzender vor Gericht, weil er Geld für die Streikenden der Kohlenminen gesammelt hatte.
1954 erließ die australische Regierung von Menzies das Stevedoring Industry Act, das den Arbeitgebern erlaubte, nicht gewerkschaftlich organisierte Hafenarbeiter zu beschäftigen. Die WWF streikte daraufhin lediglich zwei Wochen, da lange Streiks der vergangenen Jahre diese Gewerkschaft lehrte, dass diese Form zu keinem Erfolg führte. Das Gesetz kam nicht zum Tragen, da der kompromissbereite Minister for Labour und National Service Harold Holt in der Menzies-Regierung, ein Freund von Healy, eine neue Regelung einführte, die das vorherige Vorrecht auf Beschäftigung der gewerkschaftlich organisierten Arbeiter 1955 wieder herstellte.
In den 1950er Jahren drehte die WWF eine mehrteilige Dokumentation über das Arbeitsleben der Hafenarbeiter, wovon der Film The Hungry Mile einen Klassiker der Filmdokumentation darstellt, in dem Roy Dalgarno mitspielt.

### Ab den 1990er Jahren
1998 kam es zu einer 43 Tage anhaltenden Auseinandersetzung von der MUA mit dem australischen Transportunternehmen, Patrick Corporation, das seit 1919 besteht, die 1400 organisierte Hafenarbeiter entließ und dafür nichtorganisierte Hafenarbeiter beschäftigte. Der Fall wurde als Waterfront Dispute von der MUA zur Klage vor den Federal Court of Australia getragen, wo Patrick die Auseinandersetzung verlor.
Im April 2008 brachte die MUA 10 Jahre alte strategische Dokumente der Howard-Regierung in die Öffentlichkeit, in denen eine Verbindung der Howard-Regierung mit der Patrick Corporation erkennbar war, die die Zerschlagung der Gewerkschaft zum Ziel hatte. Die Gewerkschaft platzierte diese Informationen gezielt zu einem Zeitpunkt in der Öffentlichkeit als die amtierende Premierministerin Julia Gillard in Gesprächen mit australischen Schifftransportunternehmen stand und über Konzepte sprach, die Ähnlichkeit mit der Waterfront-Dispute-Auseinandersetzung hatten.

## Politische Vergangenheit
The MUA und ihre Vorgängerorganisationen gelten bis heute in Australien als politisierte Gewerkschaften Australiens.
Sie setzten sich aktiv in der Vergangenheit für die Rechte der Aborigines, gegen die Apartheid in Südafrika, für die Befreiungsbewegungen in Vietnam, Indonesien und Timor ein. Sie unterstützten die demokratischen Bewegung in Chile und auf den Fidschis und waren gegen die Militärjunta in Griechenland.
Die Mitglieder der MUA blockierten in den 1940er Jahren niederländische Schiffe als sich die Regierung der Niederlande gegen den Freiheitskampf in Indonesien wandte.